# Moritz Klengel

Moritz Klengel, Daguerreotypie von Eduard Wehnert und Bertha Wehnert-Beckmann (1815–1901), ca. 1845

Moritz Gotthold Klengel (* 4. Mai 1793 in Stolpen; † 14. September 1870 in Leipzig) war ein deutscher Geiger.

## Leben
Moritz Klengel war ein Sohn von Johann Gottlieb Klengel (1761–1848), der als Kantor und Organist in Stolpen tätig war, aus dessen Ehe mit Johanna Eleonore Nitzschin. Er selbst besuchte in Dresden die Kreuzschule. 1809 wanderte er von dort zu Fuß nach Leipzig, um am 8. Oktober im Gewandhaus zu spielen, wo er 1814 eine feste Anstellung als Geiger fand. Am 20. April 1817 heiratete er in Dewitz bei Taucha Marie Susanne Roger, mit der er mehrere Kinder hatte.
In den Jahren 1829 bis 1832 war Klengel Musikdirektor der Freimaurerloge „Balduin zur Linde“, die noch heute besteht. Neben seiner Tätigkeit im Gewandhausorchester, die er bis 1866 ausübte, unterrichtete Klengel auch am 1843 gegründeten Leipziger Konservatorium und war Mitglied im Direktorium der Bach-Gesellschaft.
Zu seinem Bekanntenkreis gehörten viele Leipziger Musiker, darunter Felix Mendelssohn Bartholdy und Robert Schumann.

## Familie
Moritz Klengels älterer Bruder war der Opernsänger (Tenor) August Gottlieb Klengel (* 7. April 1787 in Dresden; † 18. Oktober 1860 in Hamburg).
Moritz Klengels ältestes Kind war der Schriftsteller und Privatgelehrte Julius Wilhelm Klengel (1818–1879), dessen Sohn wiederum der Cellist und Komponist Julius Klengel (1859–1933) war. Ein weiteres Kind war die Pianistin Pauline Klengel (1831–1888), die später den Geiger Engelbert Röntgen (1829–1897) heiratete, der 1850 Mitglied des Gewandhausorchesters wurde und 1873 – als Nachfolger von Ferdinand David – Konzertmeister.